# Gottfried Ernst Sigismund Holzschuher von Harrlach
Freiherr Gottfried Ernst Sigismund Holzschuher von Harrlach (* 1. Februar 1750 in Gotha; † 23. Juni 1816 in Potsdam) war ein preußischer Generalmajor.

## Leben

### Herkunft
Er entstammt einem nach Thüringen gekommenen Zweig der alten Nürnberger Patrizierfamilie Holzschuher von Harrlach. Seine Eltern waren der herzoglich sachsen-gothaische Oberstleutnant Johann Sigismund Holzschuher von Harrlach (* 2. September 1706; † 20. Juli 1771) und dessen Ehefrau Christiane Theresisa, geborene von Sternbeck († 25. März 1786), Tochter des Valentin Paul von Sternbeck.

### Militärlaufbahn
Ab 17. Juli 1764 besuchte Holzschuher das Kadettenhaus in Berlin. Am 8. Februar 1767 wurde er als Gefreitenkorporal im Infanterieregiment „von Schenckendorff“ angestellt. Dort wurde er am 6. Juni 1770 Fähnrich und am 17. April 1776 Sekondeleutnant. Als solcher nahm er am Bayerischen Erbfolgekrieg teil, wo er sich in Gefecht bei Weißkirch auszeichnen konnte. Am 6. September 1789 wurde er Premierleutnant, am 31. Mai 1790 wurde er dann in das Oberkriegskollegium versetzt, dazu erhielt er am 11. Juni 1790 die Beförderung zum Kapitän. Im Oktober 1790 wurde er als Assistent in das 1. Departement des  Oberkriegskollegium versetzt, ab dem 29. Dezember 1792 erhielt er eine Zulage von 300 Talern. Am 6. März 1793 wurde er Major. Holzschuher wollte aber zurück in den Frontdienst und so wurde er am 18. Juni 1795 als Kompaniechef in das Infanterieregiment „von Puttkamer“ versetzt. Am 2. Juni 1802 stieg er zum Oberstleutnant und am 20. Mai 1804 Oberst mit Patent vom 4. Juni 1804 auf. Im Vierten Koalitionskrieg wurde er in der Schlacht bei Auerstedt schwer verwundet. Holzschuher überlebte und wurde 1807 bei halben Gehalt inaktiv gestellt. Zu Beginn der Befreiungskriege am 20. Mai 1813 wurde er zum Führer des Landsturms im Kreis Lebus ernannt. Am 18. März 1814 erhielt er den Charakter als Generalmajor. Er starb am 23. Juni 1816 in Potsdam.

### Familie
Holzschuher heiratete am 12. Oktober 1786 in Berlin Anna Sophie Hartmann, verwitwete von Mark (* 1751; † 23. März 1808). Das Paar hatte wenigstens einen Sohn:
- Sigismund Christoph, 1806 Junker im Infanterie-Regiment Nr. 36, erhielt aber am 31. Januar 1808 seine Demission als Leutnant